# Dialektkontinuum
Dialektkontinuum är ett område där angränsande dialekter eller enskilda språk inbegrips av ömsesidig begriplighet, dialekt A med B, B med A och C, C med B och D men inte nödvändigtvis med dialekt A.